# La vida breve (novela)
La vida breve (Sudamericana, 1950) es una novela del escritor uruguayo Juan Carlos Onetti (Montevideo, Uruguay, 1909 - Madrid, España, 1994), cuya acción se desarrolla, básicamente, entre Buenos Aires y la mítica Santa María — ciudad ficticia y casi onírica, que es creada en esta novela y en la que transcurren, también, El astillero (1961)  Juntacadáveres (1964) y gran parte de su narrativa.

## Trama
Juan María Brausen, un redactor de cuarenta años de Buenos Aires, atraviesa una crisis de la mediana edad mientras su esposa desde hace cinco años, Gertrudis, se debe someter a una mastectomía. El viejo amigo de Brausen, Julio Stein, le dice que el jefe de la agencia, MacLeod, está a punto de despedirlo. En un intento por salvarse de la ruina financiera, Brausen, asesorado por Stein, intenta escribir un guion de película que pueda vender. Brausen, solo en su departamento, y luego con su esposa en recuperación, comienza a imaginar al doctor Díaz Grey, de 40 años, en su clínica en el pueblo ficticio de Santa María, mientras es visitado por la seductora Elena Sala de Lagos, en busca de recetas de morfina para su adicción. Mientras tanto, una prostituta apodada La Queca se muda al departamento vecino. Brausen comienza a escuchar sus conversaciones desde el otro lado de la pared e imagina su apartamento y su vida, hasta que finalmente irrumpe en su apartamento y luego se va sin ser visto. La vida de Brausen comienza a disolverse, mientras sigue imaginando a Gray y Elena Sala en Santa María: su esposa, Gertrudis, lo deja; lo despiden de la agencia y desperdicia lentamente sus compensaciones. A medida que pierde la cordura, Brausen entra al departamento de La Queca y comienza a hacerse pasar por Arce, un hombre que es amigo del exnovio de La Queca y luego, usando una mentira diferente, como un hombre que vio a La Queca en un bar y la siguió hasta su casa. Los dos comienzan una relación violenta, durante la cual se emborrachan con ginebra y "Arce". En algún momento, Ernesto, uno de los amantes de La Queca, lo encuentra en su departamento y lo golpea. A lo largo de su relación, la verdadera identidad de Brausen como su vecino no se revela a La Queca. Brausen alquila una oficina, roba una de las fotos familiares de La Queca y les pide a sus amigos que lo llamen allí durante el día. Un "Onetti" ficticio, inspirado en el autor real, aparece brevemente como compañero de oficina. Brausen comienza a tener pensamientos más violentos, imaginando cómo mataría a Gertrudis y La Queca. Compra un arma y espera el momento adecuado. Sin embargo, antes de que tenga la oportunidad de ejecutar su plan, Ernesto la mata primero. Por una razón desconocida, Brausen decide ayudar a Ernesto a escapar y los dos huyen de Buenos Aires en tren. Sin embargo, Brausen deja una nota en el apartamento, implicando a Ernesto en el asesinato. Los dos escapan a la ficticia Santa María, donde los agentes de policía los encuentran. En un final abierto, no está claro qué le sucede a Brausen.
En el plano de lo ficticio, Díaz Grey quiere ayudar a Elena Sala y a su esposo, Lagos, a encontrar a su desaparecido amante Oscar (El Inglés), quien escapó con su dinero. Los dos emprenden un viaje de un mes, visitando un hotel, una casa de campo y la casa de un obispo donde ha estado Oscar. Gray desea a Elena, quien se burla de él, y luego se acuesta con él por primera vez una noche, para luego morir misteriosamente en la cama. Después de su muerte, Gray se une a Lagos y Oscar en un complot para vengar su muerte vendiendo recetas de morfina. Los tres, acompañados de una joven violinista, hija del dueño de la quinta, finalmente aparecen en Buenos Aires la noche anterior al carnaval, disfrazados para huir de la policía. Finalmente, son descubiertos y se dan cuenta de que Lagos no ha planeado su escape en bote como había prometido. Gray y la violinista, Annie, se alejan juntos en la noche, insinuando una posible nueva historia de amor. Esta conclusión, donde Brausen se pierde en la ficción que creó y Gray toma su lugar en el Buenos Aires real, completa el deseo de Brausen de convertirse en ficción.

## Análisis y recepción
La novela es considerada una de las obras más célebres de Onetti. Elogiada por la crítica, sin embargo, no llegó a ser popular entre los lectores, quizás por su complejidad. Donald Shaw llama a la novela la primera novela del movimiento literario boom latinoamericano, que incluye novelas como Rayuela, Cien años de soledad y otras.
Bart Lewis ha afirmado que el texto es un ejemplo perfecto del carácter "autorreferencial" de la escritura de Onetti, debido a sus temas destacados: escritura, creación, vida real versus ficción, la salvación del escritor a través de la escritura y el proceso creativo.
Stephanie Merrim señala que ""En su estructura y exposición, la novela reproduce una figura paradigmáticamente descentrada. Parte de un vacío, la ruptura del amor entre Brausen y Gertrudis, grotescamente figurada en el pecho ausente de Gertrudis, que incita la crisis. De aquí nace la urgencia para Brausen de huir de la realidad, creando sus vidas ficticias. En repetidas ocasiones, sobre todo en la primera parte de la novela, Brausen insiste en la muerte de su yo como condición necesaria para la creación, por ejemplo, 'no distinto, no otro Brausen, sino vacío, cerrado, desvanecido, nadie, en sumo' (p. 58), y 'comprendí que había estado sabiendo durante semanas que yo, Juan  María Brausen, y mi vida no eran otra cosa que moldes vacíos, meras representaciones de un viejo significado mantenido con indolencia...' (p. 99)." 
Luis Eyzaguirre menciona que muchos de los personajes ficticios creados por Brausen actúan como dobles o proyecciones de las personas en su vida: Díaz Grey es Brausen, Elena Sala es Gertrudis, etc. "Brausen es incapaz de dejar su mundo con Gertrudis, incapaz de penetrar en el mundo que ha creado". El Doctor Gray es esencialmente el representante o comisario de Brausen en la tierra de Santa María, observando la vida de las creaciones de Brausen. En este contexto, Brausen sirve como dios, a partir de La vida breve,  para Grey y para el pueblo de Santa María. Eyzaguirre afirma además que la maqueta del universo ficcional de Santa María es precursora de muchas otras obras de la literatura hispanoamericana.
Según Catalina Gaspar, la novela crea una zona de "ambigüedad narrativa". Brausen, él mismo una creación ficticia de Onetti, inventa, en un plano, su propia creación ficticia: el doctor Díaz Gray (en tercera persona, 'él') y en otro plano, Arce (en segunda persona, 'tú') . Pero en el último episodio de la novela, Gray pasa a la primera persona, 'yo'. Así se pierden con este artificio los límites entre el creador y su creación, y con ellos la noción de realidad. El narrador incluso se define a sí mismo en la novela como "Yo, el puente entre Brausen y Arce".
Algunos detalles de la historia se asemejan a eventos biográficos de la vida de Onetti: estuvo casado con las hermanas María Amalia Onetti, y posteriormente con María Julia Onetti. En 1945 conoció a la joven violinista argentino-alemana Dorothea "Dolly" Muhr, quien se convertiría en su cuarta esposa. También vivió en Montevideo.